# Simone Bevilacqua
Simone Bevilacqua (Thiene, 22 febbraio 1997) è un ex ciclista su strada italiano, è stato professionista dal 2018 al 2023..

## Palmarès

### Strada
- 2015 (Juniores)[1]

Giro di Primavera
Bracciale del Cronoman - Prova Veneta (cronometro)
Gran Premio dell'Arno
Campionati italiani, Prova a cronometro Junior
- 2017 (Zalf Euromobil Désirée Fior, quattro vittorie)[2]

Trofeo Ceda
Trofeo Corri per la Mamma - Giucolsi - Coppa dei Laghi
Alta Padovana Tour
Coppa Dentalcom - Cronometro Terra dei Castelli
- 2019 (Neri Sottoli-Selle Italia-KTM, una vittoria)

7ª tappa Tour de Langkawi (Pantai Cenang > Pantai Cenang)

## Piazzamenti

### Grandi Giri
- Giro d'Italia

2020: 127º

### Classiche monumento
- Milano-Sanremo

2023: 143º
- Giro di Lombardia

2021: ritirato

### Competizioni europee
- Campionati europei

Nyon 2014 - Cronometro Junior: 32º
Nyon 2014 - In linea Junior: 54º
Tartu 2015 - Cronometro Junior: 42º
Tartu 2015 - In linea Junior: 78º
Herning 2017 - In linea Under-23: ritirato